# Hanna Jansen
Hanna Jansen (* 1946 in Diepholz) ist eine deutsche Kinder- und Jugendbuchautorin. 

## Leben
Jansen wuchs in Osnabrück auf, wo sie später auch studierte. 1988 zog sie nach Siegburg. Sie arbeitete lange Jahre als Lehrerin und Moderatorin für Lehrerfortbildung in Köln. Zehn Jahre war sie in einem Autorenteam für einen großen Schulbuchverlag tätig und schrieb zunächst Texte für Sprachbücher. Im Frühjahr 2001 wurde dann ihr erster eigener Roman veröffentlicht. Seit einigen Jahren leitet sie zudem in unterschiedlichen Zusammenhängen Literatur- und Schreibwerkstätten. 
Mit ihrem Mann, Reinhold Jansen, einem Kinderarzt, adoptierte sie 13 Kinder vorwiegend aus Afrika. Seit 2011 lebt sie in Sassen.

## Auszeichnungen (Auswahl)
- 2002: Buxtehuder Bulle für den Roman Über tausend Hügel wandere ich mit dir als bestes Jugendbuch
- 2007: Gold Medal Independent Publisher Book Award in der Kategorie Multicultural Fiction – Children’s für Over a Thousand Hills I Walk with You (Carolrhoda), übersetzt von Elizabeth D. Crawford
- 2007: PMA Ben Franklin Award für Over a Thousand Hills I Walk with You

## Werke (Auswahl)
Kinder- und Jugendliteratur
- Der gestohlene Sommer. Carlsen, Hamburg 2004, ISBN 3-551-35356-5 (unveränd. Nachdr. d. Ausg. Stuttgart 2001).
- Ich heirate Felixa. Thienemann, Stuttgart 2002, ISBN 3-522-17548-4.
- Über tausend Hügel wandere ich mit dir. Knaur, München 2003, ISBN 3-426-62310-2 (unveränd. Nachdr. d. Ausg. Stuttgart 2002).
- Gretha auf der Treppe. Thienemann, Stuttgart 2004, ISBN 3-52217597-2.
- Herzsteine. Peter Hammer Verlag, Wuppertal 2012, ISBN 978-3-7795-0374-3.
- Zeit der Krabben. Peter Hammer Verlag, Wuppertal, Juli 2013, ISBN 978-3-7795-0477-1.[2]
- Über tausend Hügel wandere ich mit dir (überarbeitete Neuausgabe). Peter Hammer Verlag, Wuppertal 2015, ISBN 978-3-7795-0517-4.
- Linus im Glück (mit Illustrationen von Britta Gotha). Peter Hammer Verlag, Wuppertal, Juli 2016, ISBN 978-3-7795-0559-4.
- Maxima und ich (mit Illustrationen von Leonard Erlbruch). Peter Hammer Verlag, Wuppertal, Juli 2017, ISBN 978-3-7795-0583-9.

Belletristik
- Und wenn nur einer dich erkennt. Bernstein, Siegburg 2018, ISBN 978-3-945426-33-3.

Erzählungen
- Simon. In: Katharina Ebinger (Hrsg.): Mensch sucht Sinn. Fünf Erzählungen zu den Weltreligionen. Gabriel, Stuttgart 2004, ISBN 3-522-30051-3 (zusammen mit Vanamali Gunturu, Ghazi Abdel-Qadir, Sybil Rosen und Judith N. Klein).
- Noel oder der Traum von Ibulay. In: Petra Deistler (Hrsg.): Zu Hause ist, wo ich glücklich bin. Neu in Deutschland. Carlsen, Hamburg 2011, S. 164–191, ISBN 978-3-551-35994-0.
- Noel oder der Traum von Ibulay (überarbeitete Fassung). In: Irgendwo ist mehr. Peter Hammer Verlag, Wuppertal 2016, ISBN 978-3-7795-0536-5.
- Simon. (überarbeitete Fassung) In: Katharina Ebinger (Hrsg.): Mensch sucht Sinn. Fünf Erzählungen zu den Weltreligionen. Gabriel, Februar 2016, ISBN 978-3-522-30463-4.
- Weihnachtsengel in Not. In: Schöne Weihnachten Lieblingsgeschichten für Groß und Klein. Thienemann, Oktober 2016, ISBN 978-3-522-18440-3.

Sachbücher
- Sprachbuch B für Realschulen in Niedersachsen / Sprachschlüssel. Differenzierungsheft. Klett, Stuttgart 1993, ISBN 3-12-313652-3.

## Einzelbelege
1. ↑  Hanna Jansen - Portrait. In: hannajansen.de. Abgerufen am 26. Januar 2022.
2. ↑  „Karibische Krabbenwanderung“, Rezension von Sylvia Schwab im Deutschlandradio Kultur vom 27. November 2013.

| Personendaten    | Personendaten                          |
| ---------------- | -------------------------------------- |
| NAME             | Jansen, Hanna                          |
| KURZBESCHREIBUNG | deutsche Kinder- und Jugendbuchautorin |
| GEBURTSDATUM     | 1946                                   |
| GEBURTSORT       | Diepholz                               |